# Mapania paradoxa
Mapania paradoxa är en halvgräsart som beskrevs av Jean Raynal. Mapania paradoxa ingår i släktet Mapania och familjen halvgräs.
Artens utbredningsområde är Franska Guyana. Inga underarter finns listade i Catalogue of Life.